# Cézac (Gironde)
Cézac település Franciaországban, Gironde megyében. Lakosainak száma 2740 fő (2022. január 1.). Cézac Saint-Mariens, Cavignac, Civrac-de-Blaye, Cubnezais, Marsas, Peujard, Pugnac, Saint-Laurent-d’Arce és Tauriac községekkel határos.

## Népesség
A település népességének változása:
| Lakosok száma | 1074 | 1366 | 1580 | 1918 | 2469 | 2511 | 2571 | 2654 | 2678 | 2740 |
|               | 1968 | 1982 | 1990 | 2006 | 2013 | 2015 | 2017 | 2019 | 2020 | 2022 |